# 霓虹樹合唱團
霓虹樹合唱團（英語：Neon Trees）是美国普若佛的一个摇滚乐队。2008年年末，由于乐队在杀手乐队北美巡演上充满能量的开场演出，乐队走红全国。不久后，乐队与水星唱片签约，并在2010年发行了他们首张录音室专辑《習慣》。專輯的首支單曲《Animal》在《告示牌》百强单曲榜最高排第13名。第2張錄音室專輯《映畫秀》於2012年發行，其首張單曲《Everybody Talks》在《告示牌》百强单曲榜最高排第6名，是該樂團榜單成績最佳的一首歌曲。第3張錄音室專輯《流行心理學》於2014年發行，而第4张录音室专辑《I Can Feel You Forgetting Me》则在2020年发行。

## 團體成員
- 泰勒·格伦（英语：Tyler Glenn） – 主唱、鋼琴、鍵盤與合成器（2005年至今）
- 克里斯托弗·艾伦 – 吉他與人聲（2005年至今）
- 布兰登·坎贝尔 – 貝斯吉他與人聲（2006年至今）
- 伊蓮恩·布萊德利（英语：Elaine Bradley） – 鼓、打击乐器、電子鼓與人聲（2006年至今）[8]
- 大衛·查爾斯 – 吉他（巡演）

## 音樂作品
- 《習慣（英语：Habits (album)）》（2010年）
- 《映畫秀（英语：Picture Show (album)）》（2012年）
- 《流行心理學（英语：Pop Psychology (album)）》（2014年）
- 《I Can Feel You Forgetting Me（英语：I Can Feel You Forgetting Me）》（2020年）

## 外部連結
- 官方网站
- 霓虹樹合唱團在小島和Def Jam上的頁面 （页面存档备份，存于）